# لاندسكنيشت

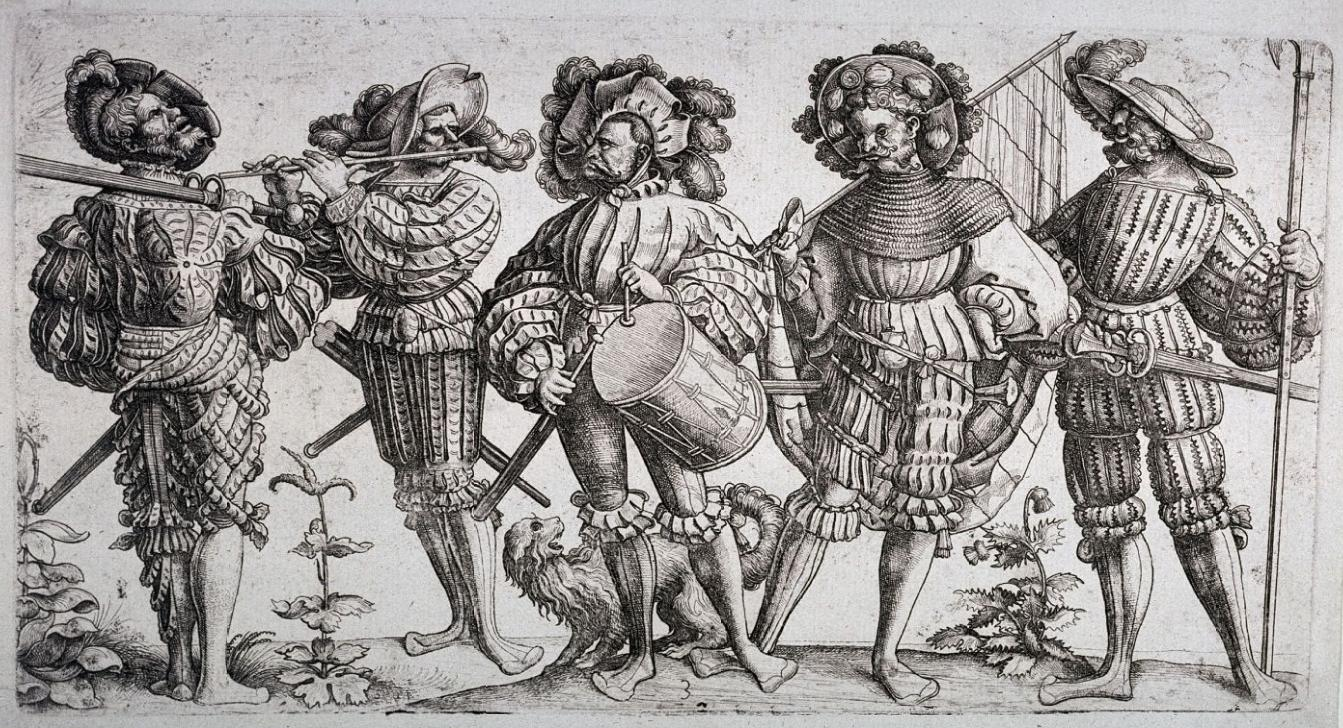
لاندسكنيشت، النقش من قبل دانيال هيفر، ج. 1530

لاندسكنيشت (Landsknechte، تُلفظ بالألمانية: [ˈlantsknɛçt]) هم جنود مرتزقة نشطوا في أواخر القرن الخامس عشر والسادس عشر في أوروبا. تشكلت هذه القوات بشكل أساسي من المرتزقة الألمان، الذين اشتهروا بحملهم للرماح وجنود المشاة.
تعتبر لاندسكنيشت قوة عسكرية بارزة في تلك الفترة، حيث قاتلوا لصالح مختلف الدول الأوروبية الحديثة، وأحيانًا انخرطوا في صراعات متعددة. خدم العديد من لاندسكنيشت في صفوف النمسا بين عامي 1486 و1560، حيث شكلوا جزءًا كبيرًا من الجيش الإمبراطوري (الإمبراطورية الرومانية المقدسة).
على خط الجبهة، كان يتكون المقاتلون من نوع خاص يُعرف باسم من doppelsöldner، والذين كانوا مشهورين باستخدامهم لبندقية قديمة الطراز تُعرف باسم من القربينة، بالإضافة إلى السلاح المعروف باسم zweihänder.

## أصل الكلمة

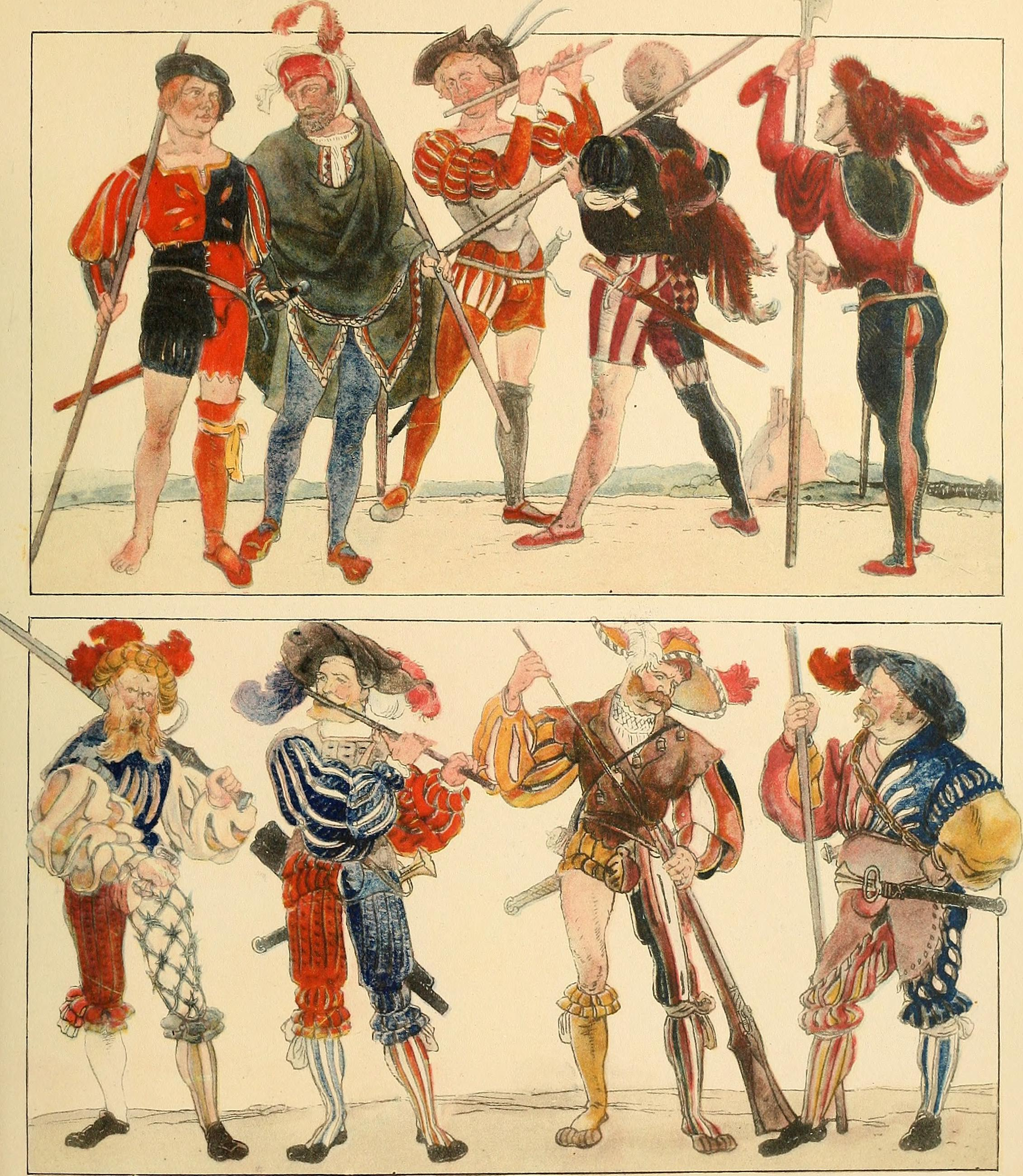
صورة لاندسكنيشت في "Geschichte des Kostüms"

كلمة لاندسكنيشت تشتق من المركب الجرماني"Lantknecht " (سابقًا دون Fugen- "s")، والذي يجمع بين كلمتي Land وKnecht ليعني "خادم الأرض".   وقد استخدم هذا المركب خلال القرن الخامس عشر للإشارة إلى محصلي الديون.
ظهرت كلمة لاندسكنيشت لأول مرة في اللغة الألمانية حوالي عام 1470 لوصف بعض القوات في جيش تشارلز، دوق بورغوندي. وبحلول أوائل عام 1500، تحولت إلى مصطلح "Lanzknecht"، مما يدل على استخدام وحدة حاملي الرماح كسلاح رئيسي. 

## التاريخ

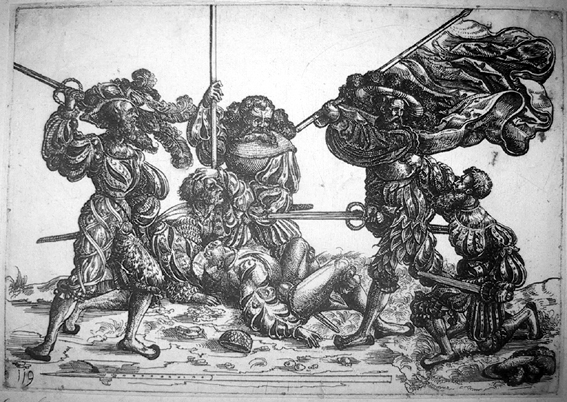
قتال ضد خمسة لاندسكنيشت. النقش من قبل دانيال هيفر

خلال حروب بورغوندي، هُزمت جيوش شارل الجريء المنظمة جيدًا مرارًا وتكرارًا من قِبل الاتحاد السويسري، الذي استخدم جيش ميليشيا مخصص.  افتقر جيش تشارلز إلى الروح المعنوية بسبب تكوينه من قِبل الأمراء الإقطاعيين والمرتزقة وطبقة النبلاء. كان الجيش السويسري، على الرغم من سوء التنظيم، متحمسًا للغاية وعدوانيًا ومدربًا جيدًا. هزم رجال البيكمان السويسريون، الريسلوفر، مرارًا وتكرارًا وقتلوا تشارلز، وقضوا على بورغوندي كقوة أوروبية. تأثر الأرشيدوق ماكسيميليان الأول فون هابسبورج، الذي ورث بورغندي في عام 1477 من خلال الزواج من ماري بورغوندي، إلى حد كبير بالانتصارات السويسرية. عندما اعترض الفرنسيون على الميراث، فرض ماكسيميليان جيشًا فلمنديًا وهزم الفرنسيين عام 1479 في معركة غينجايت باستخدام التكتيكات السويسرية. كان ماكسيميليان يريد قوة عسكرية دائمة ومنظمة مثل الاتحاد لحماية مجال نفوذه. كان هيكل بورغوندي الحالي غير كافٍ لتحقيق هذه الغاية، علاوة على ذلك، مارس الفرنسيون احتكارًا لتوظيف ريزلاوفر.
بدأ ماكسيميليان في تكوين أول وحدات لاندسكنيشت في عام 1486، جمع ما بين 6000 إلى 8000 من المرتزقة. واحدة من هذه الوحدات التي قدمها إلى إيتل فريدريش الثاني، كونت هوهنزولرن، الذي قام بتدريبهم مع مدربين سويسريين في بروج في عام 1487 ليصبح «الحرس الأسود» - أول لاندسكنيشت. في عام 1488، نظم ماكسيميليان رابطة سوابيان، وأسس جيشًا من 12000 من المشاة و1200 من سلاح الفرسان لردع بافاريا وبوهيميا. ويعتبر هذا أول جيش لاندسكنيشت ينشأ في ألمانيا. أقام ماكسيميليان جيشًا قويًا للحرب النمساوية المجرية عام 1490.
هزم جيش الإمبراطور الروماني المقدس الجيش الفرنسي في إيطاليا، لكن الأموال لم تكن متوفرة لدفع للجنود. تمرد 34000 جندي إمبراطوري وأجبروا قائدهم، تشارلز الثالث، دوق بوربون، لقيادتهم نحو روما. جرى احتلال "روما" عام 1527 من قِبل حوالي 6000 من الإسبان تحت الدوق، و14000 من أراضي الأراضي تحت قيادة جورج فون فروندسبيرغ، وبعض المشاة الإيطاليين وبعض الفرسان.